# إبراهيم بن محمد بن أبي يحيى الأسلمي
إبراهيم بن محمد بن أبي يحيى الأسلمي , هو المحدث أبو اسحق المدني الفقيه ولد في حدود سنة 100هـ,حدّث عن صالح مولى التوأمة وابن شهاب ومحمد بن المنكدر وموسى بن وردان وصفوان بن سليم ويحيى بن سعيد , وخلق كثير . وحدث عنه جماعة قليلة منهم محمد بن إدريس الشافعي وإبراهيم بن موسى الفراء والحسن بن عرفة ,وتوفي سنة 184هـ

## الرأي فيه
قد اختلف الحفاظ في عدالته، فاختلف في وثاقته وضعفه أكثر أهل العلم بالحديث وطعنوا فيه وكان الشافعي يبعده عن الكذب فقال فيه : لأن يخر إبراهيم من بعد أحب اليه من أن يكذب وكان ثقة في الحديث . وقال أبو أحمد بن عدي : قد نظرت أنا في أحاديثه فليس فيها حديث منكر، وانما يروي المنكر إذا كانت العهدة من قبل الراوي عنه أو من قبل من يروي إبراهيم عنه وهو شيخ الشافعي ضعفه الجمهور ووصفه أحمد والدارقطني وغيرهما بالتدليس . ذكره أبو الفرج بن الجوزي في مقدمة الموضوعات أنه كان يضع الحديث جواباً لسائله وذكر حديثاً وضعه، وقال عنه النسائي انه وضاع. وفي الثقات ذكره أبو الحسن العجلي في ان إبراهيم بن يحيى الأسلمي رافضي جهمي لا يُكتب حديثه عن أبوجعفر الحذاء قال: قلت لسفيان بن عيينة ان هذا يتكلم في القدر _ اعني إبراهيم بن أبي يحيى – قال عًرّفوا الناس بدعته وسلوا ربكم العافية  .وعن أحمد بن محمد الحضرمي قال: سمعت أبا عبد الله ذكر إبراهيم بن أبي يحيى فقال: يأخذ حديث الناس فيجعاه في كتبه ويريويه عنهم يدلسه. قال أحمد بن حنبل : قد ترك الناس حديثه، أخوه ثقة، وعمه ثقة، كان قدرياً , وكان يروي أحاديث ليس لها أصل. قال علي بن المديني : قال لي أحمد بن حنبل : رأيت عند الواقدي أحاديث رواها قوم من حديث ابن أبي يحيى قلبها عليهم 

## أحاديث عنه
رويت عنه أحاديث:
في ( موطئ مالك : الحديث رقم 15) وفي ( الخراج ليحيى بن آدم : الآحاديث رقم 193, 198,  201, 220, 264, 276, 281, ) وفي (أختلاف الحديث للشافعي : الآحاديث رقم 2, 14, 17, 30, 38, 114, 169, 209, 222 ) وفي (الأُم للشافعي : الآحاديث رقم 2, 3, 4, 12, 32, 50, 74 )

## أساتذته
من أساتذته :
- أبان بن أبي عياش العبدي.
- أبو بكر بن عمر القرشي.
- أبو بكر بن يحيى الأنصاري.
- أبو عمرو بن حريث العذري.
- أحوص بن حكيم العنسي.
- أسيد بن أبي أسيد المديني.
- أيوب بن موسى القرشي.
- إبراهيم بن عقبة الأسدي.
- إسحاق بن عبد الله الأنصاري.
- إسحاق بن عبد الله القرشي.
- إسحاق بن محمد الأنصاري.
- إسماعيل بن أبي حكيم القرشي.
- إسماعيل بن أمية الأموي.
- إسماعيل بن محمد الزهري.
- الحارث بن فضيل الخطمي.
- الحسين بن عبد الله المدني.
- الحسين بن عبد الله الهاشمي.
- الزبير بن عدي الهمداني.
- العلاء بن عبد الرحمن الحرقي.
- الفضل بن مبشر الأنصاري.
- بكر بن سوادة الجذامي.
- ثابت بن أسلم البناني.
- ثور بن يزيد الرحبي.
- جعفر الصادق.
- حبيب بن أبي ثابت الأسدي.
- الحجاج بن أرطاة النخعي.
- حفص بن غياث النخعي.
- خالد بن رباح الهذلي.
- خالد بن عبد الله المدلجي.
- داود بن الحصين القرشي.
- ربيح بن عبد الرحمن الخدري.
- ربيعة الرأي.
- ربيعة بن عثمان التيمي.
- رفاعة بن يحيى الأنصاري.
- زيد بن أسلم القرشي.
- سعد بن إبراهيم القرشي.
- سعد بن إسحاق القضاعي.
- سعد بن سعيد المقبري.
- سعيد بن سالم الكوفي.
- سعيد بن عبد الرحمن الأسدي.
- سلمة بن أبي يزيد المدني.
- سلمة بن عبيد الله الأنصاري.
- سليمان بن سحيم الهاشمي
- سليمان بن مهران الأعمش.
- سهيل بن أبي صالح السمان.
- شريك بن عبد الله الليثي.
- صالح بن كيسان الدوسي.
- صالح بن محمد الليثي.
- صالح بن أبي صالح المدني.
- صفوان بن يزيد الحجازي.
- صفوان بن سليم القرشي.
- طلحة بن خراش الأنصاري.
- طلحة بن عمرو الحضرمي.
- عباد بن منصور الناجي.
- عبد الحميد بن بهرام الفزاري.
- عبد الرحمن بن عياش المخزومي.
- عبد الرحمن بن القاسم التيمي.
- عبد الرحمن بن حرملة الأسلمي.
- عبد الرحمن بن معاوية الأنصاري.
- عبد العزيز بن رفيع الأسدي.
- عبد العزيز بن عمر القرشي.
- عبد الله بن أبي بكر المخزومي.
- عبد الله بن أبي بكر الأنصاري.
- عبد الله بن أبي لبيد المدني.
- عبد الله بن الحسن الأزدي.
- عبد الله بن دينار القرشي.
- عبد الله بن ذكوان القرشي.
- عبد الله بن عبد الرحمن الأنصاري.
- عبد الله بن عثمان القاري.
- عبد الله بن عطاء.
- عبد الله بن علي القرشي.
- عبد الله بن عقيل الهاشمي.
- عبد المجيد بن سهيل الزهري.
- عبد الملك بن نافع الشيباني.
- أبو المطرف الخزاعي.
- عبيد الله بن عمر العدوي.
- عتبة بن عبد الله المسعودي.
- عثمان بن أبي سليمان القرشي.
- عثيم بن كليب الجهني.
- عدي بن ثابت الأنصاري.
- عطاء بن أبي مروان الأسلمي.
- علي بن يحيى الأنصاري.
- عمارة بن غزية الأنصاري.
- عمر بن عبد الرحمن القرشي.
- عمر بن نافع القرشي.
- عمرو بن أبي عمرو القرشي.
- عمرو بن عبيد التميمي / ولد في.
- عمرو بن ميمون الجزري.
- عمرو بن يحيى الأنصاري.
- كثير بن يسار الطفاوي.
- الليث بن أبي سليم القرشي.
- مالك بن الحويرث الليثي.
- مالك بن حمزة الأنصاري.
- محصن بن علي الفهري.
- محمد بن أبي بكر الأنصاري.
- محمد بن أبي يحيى الأسلمي.
- محمد بن إبراهيم القرشي.
- محمد بن المنكدر القرشي.
- محمد بن زيد القرشي.
- محمد بن عبيد الله العرزمي.
- محمد بن عجلان القرشي.
- محمد بن عقبة المطرقي.
- محمد بن عمرو الديلي.
- محمد بن عمرو الليثي.
- محمد بن كعب القرظي.
- محمد بن مسلم القرشي.
- محمد بن شهاب الزهري.
- مسعر بن كدام العامري.
- مصعب بن ثابت الزبيري.
- مصعب بن محمد القرشي.
- معاذ بن عبد الرحمن القرشي.
- معن بن عبد الرحمن الهذلي.
- معن بن عيسى القزاز.
- منصور بن صفية القرشي.
- موسى بن عبيدة الربذي.
- موسى بن عقبة القرشي.
- موسى بن وردان القرشي.
- نافع بن مالك التيمي.
- نافع مولى ابن عمر.
- نبهان مولى التوأمة.
- هشام بن إسحاق القرشي.
- هشام بن حسان الأزدي.
- هشام بن عروة الأسدي.
- هشام بن عمرو الفزاري.
- همام بن منبه اليماني.
- وهب بن كيسان القرشي.
- يحيى بن أيوب الجريري.
- يحيى بن سعيد الأنصاري.
- يزيد بن أبي زياد الهاشمي.
- يزيد بن الهاد الليثي.
- يزيد بن خصيفة الكندي.
- إبراهيم بن الجعد الكوفي.
- إبراهيم بن محمد المديني.
- ثور الكندي.
- حرام بن عثمان الأنصاري.
- سليمان بن عبد الله الأسلمي.
- عبد الأعلى بن عبد الله الأموي.
- عبد العزيز بن عبد الله العدوي.
- عبد الله بن أبي سفيان الشعراني.
- عبد الله بن سنان الزهري.
- عبد الله بن محمد الكرماني.
- كثير بن عبد الرحمن الغطفاني.
- محمد بن حارثة الأنصاري.
- محمد بن حصين.
- محمد بن عبد الرحمن البياضي.
- محمد بن معيقيب الدوسي.
- معبد بن نباتة الجشمي.
- يحيى بن المغيرة المخزومي.
- اليسع بن المغيرة القرشي.
- أبو يوسف القاضي.
- أبو علي.
- عمرو.
- أبو بكر بن عمرو.
- الفضل بن أبي الصباح.
- عبد العزيز بن عمر.
- العباس بن عبد الرحمن.
- أسيد بن سليمان.
- يحيى بن عبد الله البجلي.
- عبد الرحمن بن عتبان.
- محمد بن عمر.
- معاوية بن نعمة.
- حارث بن سعيد الحارثي.
- يحيى بن إبراهيم.
- عبد الله بن عتبة.
- محمد بن أبي عتبة.
- عبد العزيز بن الهيثم.
- أبو مروان الكعبي.
- عبيد الله بن عبد الرحمن المدني.

## تلاميذه
من تلامذته :
- أحمد بن محمد الغساني.
- أسد بن موسى الأموي.
- أشعث بن شعبة المصيصي.
- إبراهيم بن سعد الزهري.
- إبراهيم بن طهمان الهروي.
- إسماعيل بن عياش العنسي.
- إسماعيل بن موسى.
- الحسن بن عرفة العبدي.
- الحسين بن حفص الهمداني.
- القاسم بن سلام الهروي.
- يحيى بن غيلان الخزاعي.
- خلاد بن أسلم الصفار.
- سريج بن النعمان الجوهري.
- سعيد بن أبي مريم الجمحي.
- سعيد بن عفير الأنصاري.
- سفيان بن عيينة الهلالي.
- سلمة بن الفضل الأنصاري.
- صدقة بن عبد الله السمين.
- عباد بن منصور الناجي.
- عباد بن يعقوب الرواجني.
- عبد الرحمن بن صالح الأزدي.
- عبد الرزاق بن همام الحميري.
- عبد العزيز بن عمران الزهري.
- عبد الله بن إبراهيم الغفاري.
- عبد الله بن المبارك الحنظلي.
- عبد الملك بن إبراهيم الجدي.
- ابن جريج المكي.
- عثمان بن عبد الرحمن الطرائفي.
- عمر بن أبي معاذ النميري.
- محمد بن إدريس الشافعي.
- ابن إسحاق القرشي.
- محمد بن خالد الجندي.
- محمد بن زياد الزيادي.
- محمد بن صبيح القاص.
- محمد بن عبيد المحاربي.
- محمد بن موسى الحرشي.
- محمد بن أبي عمر العدني.
- محمد بن يحيى الكناني.
- مسعود بن واصل العقدي.
- موسى بن إبراهيم الأنصاري.
- موسى بن داود الضبي.
- يحيى بن آدم الأموي.
- مرداس بن محمد الأشعري.
- أحمد بن يزيد الرياحي.
- إبراهيم بن الأشعث البخاري.
- إسحاق بن إدريس الخولاني.
- بكر بن عبد الله الصنعاني.
- بنان.
- الحارث بن عبد الله الخازن.
- حمزة بن القاسم.
- خلف بن يحيى الخراساني.
- العباس بن أحمد الهاشمي.
- عبد السلام بن عبد الحميد السكوني.
- عبد الله بن الحسن البغدادي.
- علي بن الحسن الهسنجاني.
- عمار بن مطر العنبري.
- غانم بن أبي نجيح الخياط.
- محمد بن الحسن المخزومي.
- محمد بن الحسن الشيباني.
- محمد بن إبراهيم النيسابوري.
- محمد بن خالد المخزومي.
- محمد بن عباد العكلي.
- محمد بن عبد الرحمن الصنعاني.
- محمد بن عمر الواقدي.
- معاذ بن موسى.
- يحيى بن زياد الفراء.
- يحيى بن سلام التميمي.
- يحيى بن سليمان الخزاعي.
- يحيى بن غيلان الراسبي.
- بسطام بن جعفر الأزدي.
- مقاتل بن إبراهيم البلخي.
- إسماعيل بن محمد الأنصاري.
- غانم بن الحسن بن صالح.
- أبو عبيد.
- أحمد بن حكيم الأودي.
- سعيد بن سليمان الهاشمي.
- أبو مسعود بن القتات الكوفي.
- سليمان بن مروان العبدي.
- إسماعيل بن محمد الأنصاري.
- إسحاق بن مهران الأصبهاني.
- عبد الكريم بن هشام.
- عمر بن إبراهيم.
- يحيى بن عبد الله الأواني.

## وصلات خارجية
- سير أعلام النبلاء/إبراهيم بن أبي يحيى (ويكي مصدر)